# Anawalt (Virginia Occidental)
Anawalt es un pueblo ubicado en el condado de McDowell en el estado estadounidense de Virginia Occidental. En el censo de 2010 tenía una población de 226 habitantes y una densidad poblacional de 151,75 personas por km².

## Geografía
Anawalt se encuentra ubicado en las coordenadas 37°20′11″N 81°26′26″O / 37.33639, -81.44056. Según la Oficina del Censo de los Estados Unidos, Anawalt tiene una superficie total de 1.49 km², de la cual 1.49 km² corresponden a tierra firme y (0%) 0 km² es agua.

## Demografía
Según el censo de 2010, había 226 personas residiendo en Anawalt. La densidad de población era de 151,75 hab./km². De los 226 habitantes, Anawalt estaba compuesto por el 88.94% blancos, el 9.29% eran afroamericanos, el 0% eran amerindios, el 0% eran asiáticos, el 0% eran isleños del Pacífico, el 0% eran de otras razas y el 1.77% pertenecían a dos o más razas. Del total de la población el 0.44% eran hispanos o latinos de cualquier raza.